# 蒋永文
蒋永文（1963年12月—），男，汉族，安徽固镇人，中国共产党党员。曾任云南师范大学党委书记、校长。

## 生平
1984年7月毕业于安徽师范大学中文系，获文学学士学位。1989年7月毕业于云南大学中文系，获文艺学硕士学位，毕业后留校任教。历任云南大学中文系副主任、党总支副书记（主持工作），人文学院副院长，艺术学院党委书记兼副院长，职业技术学院院长。2005年4月，任保山师范高等专科学校党委副书记、校长。2009年10月，任保山学院党委副书记、校长。2013年4月，任昆明学院党委副书记、校长。2015年2月，任云南师范大学党委副书记、校长。2021年7月，任云南师范大学党委书记。2022年9月，不再担任云南师范大学党委书记、委员职务，保留正厅长级待遇。
2024年1月，任云南工商学院校长。

## 社会兼职
教育部高等学校中文专业教学指导委员会委员，中国西南民族研究学会副会长，中国文心雕龙学会理事。

## 奖励
- 2017年，获云南省第八届高等教育教学成果奖一等奖（第一完成人）[5]
- 2018年，获高等教育国家级教学成果奖二等奖（第一完成人）[6]